# Saul Nanni

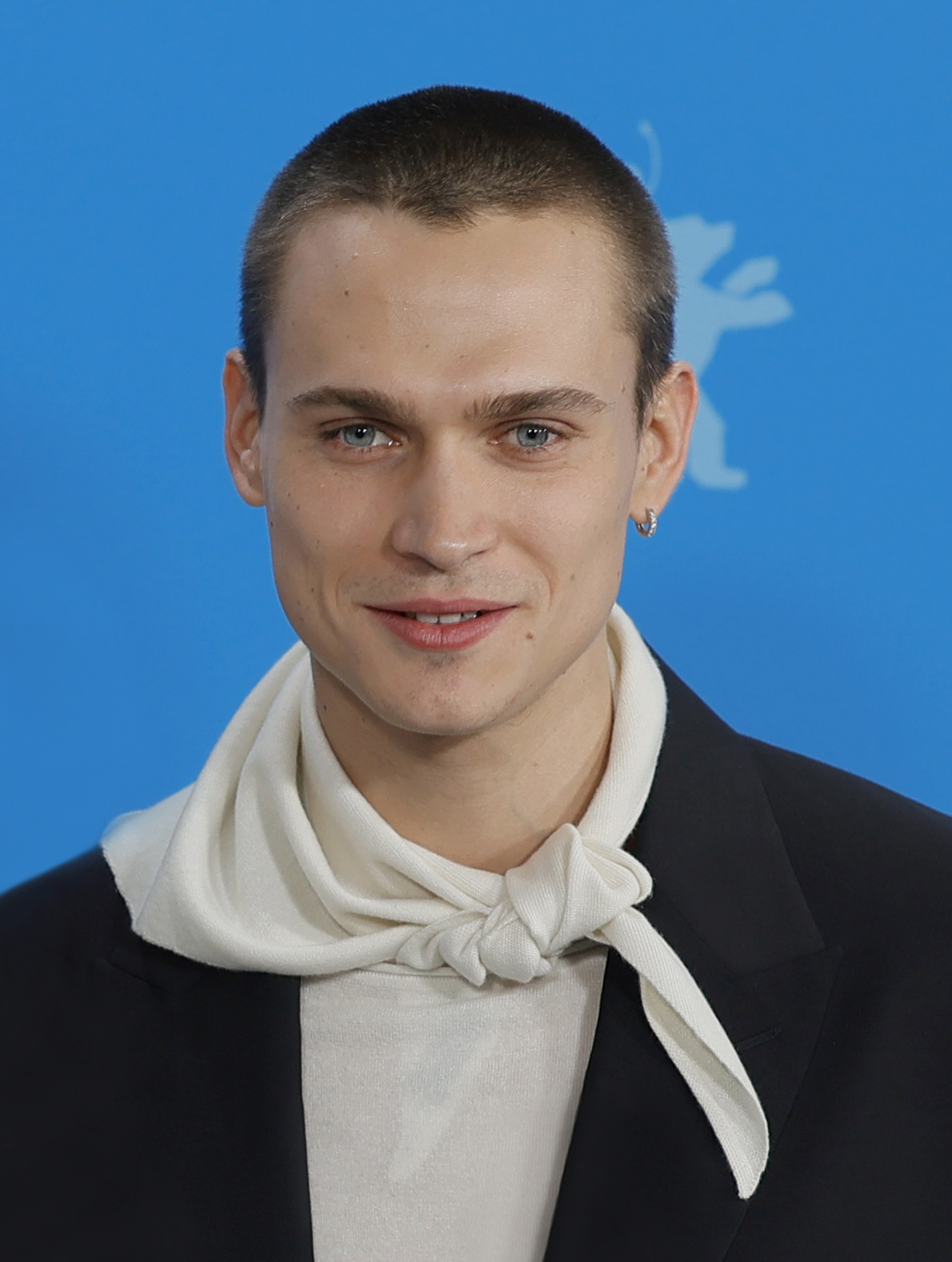
Saul Nanni (2024)

Saul Nanni (* 4. Februar 1999 in Bologna) ist ein italienischer Schauspieler.

## Leben
Saul Nanni hatte, nach kleineren Einsätzen in TV-Serien, internationalen Erfolg ab 2014 mit seiner Rolle des „Christian Alessi“ in der Disney-Serie Alex & Co. Er wirkte als Sänger auch auf den beiden Musikalben zur Serie sowie im Spielfilm mit. 2022 wirkte er im romantischen Netflix-Film Love & Gelato als „Alessandro“ mit sowie als „Tommaso“ in dem Drama Brado. In der italienischen Miniserie Supersex verkörpert er den Pornodarsteller Rocco Siffredi als jungen Mann.
Saul Nanni hat einen jüngeren Bruder.

## Filmografie

### Filme
- 2014: Un boss in salotto
- 2016: Alex & Co. – Der Film (Come diventare grandi nonostante i genitori)
- 2018: Il fulgore di Dony
- 2019: Mein Bruder, der Superheld (Mio fratello rincorre i dinosauri)
- 2019: I ragazzi dello Zecchino d’Oro
- 2020: Unter der Sonne Ricciones (Sotto il sole di Riccione)
- 2022: Love & Gelato
- 2022: Brado
- 2022: Io sono l’abisso

### Fernsehen
- 2012: La Certosa di Parma (2 Folgen, Miniserie)
- 2014: Questo nostro amore 70 (6 Folgen, Miniserie)
- 2015–2016: Alex & Co. (41 Folgen)
- 2016–2018: Non dirlo al mio capo (24 Folgen)
- 2017: Scomparsa (12 Folgen)
- 2019: Made in Italy (8 Folgen)
- 2024: Supersex (Miniserie)